# Encerclement d'Heiligenbeil

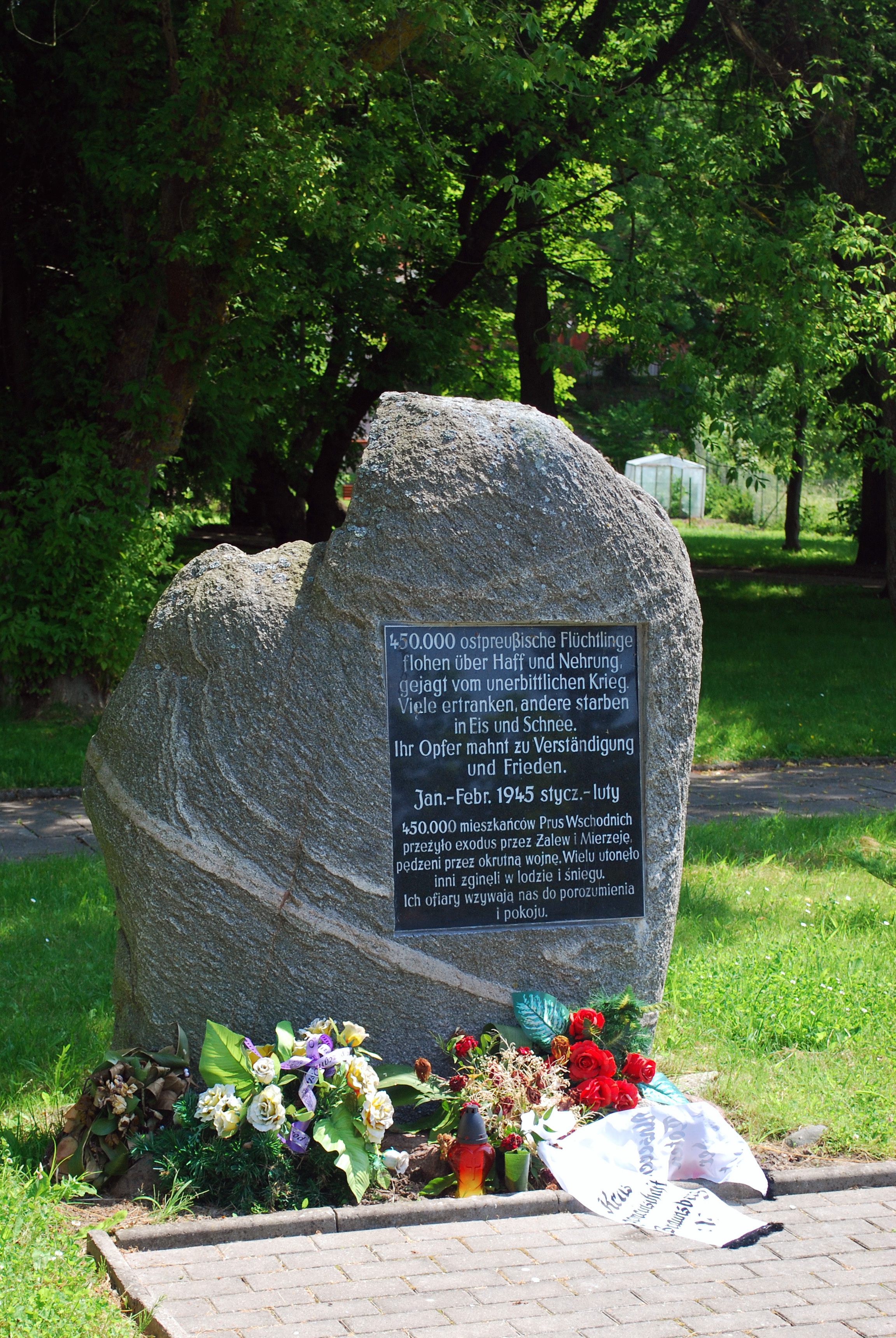
Mémorial aux 450000 Prussiens déplacés de Prusse-Orientale entre janvier et février 1945, érigé à Frombork (ancienne Frauenburg)

L’encerclement d’Heiligenbeil (en allemand Heiligenbeil Kessel), ou la poche d’Heiligenbeil, ou encore le chaudron d’Heiligenbeil, est un épisode de la fin de la Seconde Guerre mondiale qui eut lieu dans les environs d’Heiligenbeil, dans l’arrondissement d'Heiligenbeil en province de Prusse-Orientale, du 26 janvier au 29 mars 1945.

## Début de la campagne de Prusse-Orientale
Les raids aériens anglo-américains débutent à la fin du mois de juillet 1944 avec la destruction totale de Königsberg et se poursuivent en province de Prusse-Orientale pendant tout l’automne. L’Armée rouge, quant à elle, commence sa campagne de Prusse-Orientale le 13 janvier 1945 en pénétrant dans la province, avec l’objectif de la couper du reste du Reich et de neutraliser la forteresse de Königsberg.
Les Allemands sont présents avec le groupe d’armées Centre, dont fait partie la 4e armée qui est sous le commandement du général Hoßbach, tandis que les Soviétiques envoient le troisième front biélorusse. Celui-ci se heurte à une forte résistance allemande, mais celle-ci est bientôt à court de munitions. Le Generaloberst Reinhardt qui est à la tête du groupe d’armée Centre prévient l’état-major de la gravité de la situation le 19 janvier 1945, mais il lui est interdit de battre en retraite.

## Formation de la poche
Le général Hoßbach décide en contrevenant aux vues de l’état-major de faire reculer ses troupes en arrière à l’ouest, afin d’éviter l’encerclement. Le 23 janvier, il abandonne donc Lötzen, qui avait été préparée comme point de défense. Les troupes du deuxième front biélorusse de Rokossovski ont déjà percé une brèche sur le flanc droit de la 4e armée. La 5e armée de chars de la Garde soviétique se dirige alors vers la Baltique pour couper la province de Prusse-Orientale en deux, obligeant la 4e armée à se replier vers Elbing, tenue par la 2e armée allemande, alors que l’hiver est particulièrement rigoureux et que des dizaines de milliers de civils fuient sur les routes. Mais elle est arrêtée en chemin par la 48e armée soviétique qui se trouve aux abords est d’Elbing. Des unités de la 28. Jäger Division parviennent à se diriger vers Elbing et à joindre la 7. Panzerdivision, ce qui provoque une attaque dans la nuit du 26 janvier. Au bout de quatre jours, les Allemands sont repoussés par la 48e armée. Les troupes du général Hoßbach se trouvent donc enfermées dans une poche le dos à la Baltique et à la lagune de la Vistule (Frisches Haff, en allemand).
Le général Hoßbach est relevé de son commandement le 29 janvier 1945 et remplacé par le général Müller. Il reçoit l'ordre le 30 janvier de ne pas tenter de nouvelles percées et c'est ainsi que la 4e armée se trouve encerclée, avec quelques unités de la 2e armée, dans la région d’Heiligenbeil et de Braunsberg. Des dizaines de milliers de civils encerclés avec elles tentent de s’échapper par la mer gelée en rejoignant la presqu'île de la Vistule (en allemand : Friesches Nehrung) et de là Pillau pour fuir en bateau, ou Dantzig. Les sapeurs et les soldats du génie de la 4e armée leur construisent des chemins de planches pour leur éviter de se noyer à travers la glace.
Les autorités nationales-socialistes avaient empêché les civils de fuir et ceux-ci se trouvent en grand nombre, lorsque l'Armée rouge commence ses attaques le 13 janvier. Cela provoque un exode massif vers l'ouest le long des côtes. Beaucoup périssent sous les bombes ou meurent de froid. Les ports encore allemands, en particulier Pillau servent à l'évacuation de dizaines de milliers de déplacés, en majorité des femmes, des vieillards et des enfants. Ces opérations de sauvetage de la Kriegsmarine expliquent la résistance acharnée de la Wehrmacht, qui n'a plus aucun espoir de victoire, mais qui permet ainsi, en préservant l'accès aux côtes, d'évacuer le maximum de civils.
La 4e armée est toutefois appuyée par les tirs d'artillerie des cuirassés Admiral Scheer et Lützow, qui sont au large et visent la pointe de la poche vers Frauenburg. Défendue par la 170e division d’infanterie, Frauenburg tombe le 9 février à l'issue d’âpres combats. Le général Tcherniakhovski, commandant du troisième front biélorusse, est tué près de Mehlsack et le maréchal Vassilievski lui succède. Il avait réussi à contenir les Allemands, mais désormais il va concentrer ses forces. Les Allemands de la 4e armée, souvent de nuit à cause des attaques aériennes, continuent l’évacuation sous le commandement du Generalmajor Karl Henke. Un couloir étroit et long est encore maintenu vers Königsberg par la Division Großdeutschland, sous le feu de la 11e armée de la Garde, commandée par le général Bagramian.
Les forces allemandes continuent de résister en Prusse-Orientale, malgré le manque d’hommes, de munitions et de carburant. Les soviétiques se battent aussi avec courage et essuient de lourdes pertes.

## Destruction de la4earmée
L’attaque finale est décidée sous le nom d’opération offensive Braunsberg le 13 mars 1945, et est conçue comme opération préparatoire à l’assaut final de Königsberg.
Les Soviétiques se déplacent rapidement vers la côte, afin de couper les communications entre Königsberg et la poche d’Heiligenbeil. Ils sont à une vingtaine de kilomètres de la ville le 15 mars. Le passage de la rivière Frisching est forcé par une attaque de nuit, lancée dans la soirée du 17 mars, ce qui a pour résultat de repousser la défense allemande vers l’est. De plus, un ciel clair permet des bombardements massifs sur les positions allemandes, à partir du 18 mars.
La situation est donc absolument sans espoir pour la 4e armée. Quelques unités d’élite sont évacuées par mer, comme la Fallschirm Panzergrenadier Division 2 Hermann Göring et la 24e Panzerdivision, mais d'autres petites unités se trouvent isolées sur la côte, comme la 50e division d'infanterie qui n'est représentée que par un simple régiment incomplet. L'Armée rouge prend la ville de Braunsberg, le 20 mars. Heiligenbeil qui défend le petit port de Rosenberg, est sous les bombes au phosphore à partir du 22 mars et tombe le 25 mars sous une pluie de bombes. La ville est totalement détruite. Le port de Rosenberg tombe le 26 mars, avec des restes de la 4e armée qui s’enfuient sur la péninsule de Kahlholz. Ce petit périmètre est défendu par des troupes du Panzerkorps Großdeutschland et de la 28. Jäger Division. Les derniers soldats et civils sont évacués à l’aube du 29 mars 1945 à partir des rives de Kahlholz et de Balga. Les hommes de la 562e division de Volksgrenadiers qui formaient l'arrière-garde sont tués. Son commandant, Helmuth Huffenbach (en), est nommé Generalmajor à titre posthume,.
Selon les sources soviétiques, ce sont plus de 90 000 hommes qui sont tués et 46 448 qui sont faits prisonniers, cependant les sources allemandes font remarquer que, considérant le chaos qui régnait alors, beaucoup d’hommes ont tout de même la vie sauve, sans avoir été enregistrés officiellement par la suite.
Quelques unités isolées de la 4e armée continuent de se battre dans les alentours de Pillau, puis sur la Frisches Nehrung, jusqu’à la reddition allemande.
Les archives de la 4e armée, qui avaient été enterrées, ont été découvertes en 2006 dans un bois près de Mamonovo, nouveau nom d’Heiligenbeil. Cette zone au nord de la ville est une zone interdite, car elle se situe près de la frontière russo-polonaise. Elles ont été transférées aux archives militaires de Moscou.

## Unités
Côté soviétique
- Deuxième front biélorusse (maréchal Rokossovski)
  - 5e armée de chars de la Garde
  - 48e armée

- - 3e armée
  - 50e armée
- Troisième front biélorusse (général Vassilievski)
  - 31e armée
  - 28e armée
  - 1re armée de l'Air

Côté allemand
- VI. Armeekorps (général Großmann)
  - 102e division d’infanterie
  - 24e Panzerdivision
  - 349e Volksgrenadier Division
- XX. Armeekorps (général von Roman)
  - 131e division d'infanterie
  - 61e division d’infanterie
  - 21e division d’infanterie
  - 14e division d’infanterie
  - 292e division d’infanterie
  - 56e division d’infanterie
- XXXXI. Panzerkorps (général Weidling)
  - 170e division d’infanterie
  - Fallschirm Panzergrenadier Division 2 Hermann Göring
  - Panzergrenadier Division Grossdeutschland
  - 28e division de chasseurs
  - 562. Volksgrenadier Division
- 50e division d’infanterie

## Sources
- (en) Cet article est partiellement ou en totalité issu de l’article de Wikipédia en anglais intitulé « Heiligenbeil Pocket » (voir la liste des auteurs).